# 弘前市立第二中学校
弘前市立第二中学校（ひろさきしりつ だいにちゅうがっこう）は、青森県弘前市平岡町にある公立中学校。
地元では「二中」（にちゅう）とも呼ばれる。

## 沿革
- 1947年（昭和22年）
  - 4月1日 - 蔵主町4番地の弘前市立商業学校の一部を借用し、弘前市立第二中学校創立[1]。
  - 4月22日 - 開校式挙行[1]。
  - 7月7日 - 商業学校に完成した7作業教室に移転[1]。
- 1950年（昭和25年）7月26日 - 新町237番地に新校舎落成し、移転[1]。
- 1954年（昭和29年）10月9日 - 講堂落成[1]。
- 1967年（昭和42年）
  - 3月24日 - 弘前市立藤代中学校併合のため、五十石町7番地の城西小学校校舎に移転[1]。
  - 4月1日 - 藤代中学校を併合[1]。
- 1969年（昭和44年）
  - 3月22日 - 平岡町72番地に建設中の新校舎第一期工事が竣工し、第3学年生徒を移転[1]。
  - 4月30日 - 第二期工事が竣工[1]。
- 1970年（昭和45年）
  - 3月25日 - 第三期工事が竣工[1]。
  - 11月30日 - 体育館竣工[1]。
- 1971年（昭和46年）12月9日 - 第二体育館（藤代中学校体育館を記念として移転）竣工[1]。

## 学区
中崎、三世寺、大川、藤代、土堂、萢中、石渡、船水、町田、浜の町東全域、浜の町西1丁目～3丁目、浜の町北1丁目・2丁目、石渡全域、藤代全域、外瀬1丁目・2丁目、藤野1丁目・2丁目、元薬師堂、船水1丁目～3丁目、町田1丁目～3丁目、八代町、藤内町、栄町1丁目～4丁目、馬屋町、鷹匠町、新町、南袋町、駒越町、平岡町、西大工町、袋町、五十石町、紺屋町、河原町、和田町、桶の口1丁目・2丁目、城西全域、樋の口町、南城西1丁目・2丁目、茜町1丁目・2丁目、茜町3丁目の一部

## その他
- 三省小学区内と致遠小学区では自転車通学が認められている。
- 三省小学区内はバス通学が認められていて、弘南バスによるスクールバスが運行されている。

## 出身著名人
- 葛西稔 - 元阪神タイガース投手[2]、現阪神タイガーススカウト。
- 若の里忍 - 大相撲元関脇[3][注釈 1]
- 閃岳大輔 - 大相撲力士

## アクセス
- 弘南バス
  - 「城西団地入口」停留所（弘前市道城西1号線[4]上）から、徒歩約500m・約8分。
    - なお、「城西団地入口」停留所から学校敷地は近いが、正門の道路の位置関係で、大きく遠廻りとなる。

  - 「駒越」停留所（青森県道3号弘前岳鰺ケ沢線上）から、徒歩約465m・約7分。